# Забрањена јабука
Забрањена јабука (тур. Yasak Elma) турска је телевизијска серија, снимана од 2018. до 2023.
У Србији је емитује Happy од 1. јула 2024.

## Радња
Зејнеп и Јилдиз су две сестре које живе заједно, и које имају различите снове и циљеве. Јилдиз сања о животу на високој нози, ради у ресторану у који долазе богати, не би ли јој се једног дана срећа осмехнула. Тамо упознаје Ендер Аргун, краљицу високог друштва, која јој нуди посао у својој кући с циљем да је њен муж Халит превари с конобарицом, не би ли му узела све након развода.
Са друге стране, Зејнеп ради у компанији коју је купио Алихан Ташдемир. Алихан је арогантан, духовит, богати бизнисмен. Иако су Зејнеп и Алихан потпуно различити, временом улазе у страствену везу. Међутим, Зејнеп не зна да је Алихан Халитов пословни партнер и брат његове бивше жене. Будући да им је тако судбина свима укрстила путеве, Јилдизина одлука да помогне Ендер у њеној намери неће имати утицаја само на њу, већ и на Зејнеп...

## Сезоне
| Сезона | Сезона | Број епизода (н) / (и)            | Приказивање у Турској                  | Приказивање у Србији                    |
| ------ | ------ | --------------------------------- | -------------------------------------- | --------------------------------------- |
|        | 1      | 12 / 35 (1 — 12) / (1 — 35)       | 19. март 2018 — 4. јун 2018. ()        | 1. јул 2024 — 4. август 2024. ()        |
|        | 2      | 35 / 104 (13 — 47) / (36 — 139)   | 10. септембар 2018 — 27. мај 2019. ()  | 5. август 2024 — 16. новембар 2024. ()  |
|        | 3      | 27 / 84 (48 — 74) / (140 — 223)   | 9. септембар 2019 — 23. март 2020. ()  | 17. новембар 2024 — 9. фебруар 2025. () |
|        | 4      | 36 / 98 (75 — 110) / (224 — 321)  | 7. септембар 2020 — 10. мај 2021. ()   | 10. фебруар 2025 — 18. мај 2025. ()     |
|        | 5      | 36 / 94 (111 — 146) / (322 — 415) | 13. септембар 2021. — 13. јун 2022. () | 19. мај 2025 — још траје ()             |
|        | 6      | 31 / 84 (147 — 177) / (416 — 499) | 19. септембар 2022. — 5. јун 2023. ()  |                                         |

## Улоге
| Глумац:                           | Улога:           |
| --------------------------------- | ---------------- |
| Шевал Сам                         | Ендер Аргун      |
| Талат Булут                       | Халит Аргун      |
| Онур Туна                         | Алихан Ташдемир  |
| Еда Еџе                           | Јилдиз Јилмаз    |
| Севда Ергинџи                     | Зејнеп Јилмаз    |
| Бариш Ајтач                       | Џанер Челеби     |
| Шафак Пекдемир                    | Зехра Аргун      |
| Несрин Џавадзаде                  | Шахика Екинџи    |
| Бариш Килич                       | Каја Екинџи      |
| Гокхан Алкан                      | Керим Инџесу     |
| Тувана Туркај                     | Лејла Челеби     |
| Сарп Џан Короглу                  | Кемал Караџа     |
| Ирем Кахјаоглу                    | Шенгул Доган     |
| Мелиса Догу                       | Асуман Јилмаз    |
| Илбер Ујгар Кабоглу               | Ерим Аргун       |
| Ајшегул Чинар/ Буче Бусе Кахраман | Лила Аргун       |
| Догач Јилдиз                      | Јигит Екинџи     |
| Нилгун Турксевер                  | Зерин Ташдемир   |
| Вилдан Ватансевер                 | Ајсел            |
| Тугче Кочак                       | Лале Узун        |
| Зејнеп Бастик                     | Ирем             |
| Синан Ероглу                      | Хакан Куртулуш   |
| Хакан Карахан                     | Надир Килич      |
| Киванч Касабали                   | Синан Сајгин     |
| Кузеј Гезер                       | Халит Џан Аргун  |
| Еџе Иртем                         | Мерич            |
| Гун Акинџи                        | Џем              |
| Ебру Шахин                        | Хира             |
| Берк Октај                        | Чагатај Кујуџу   |
| Ердал Озјагџилap                  | Хасан Али Кујуџу |
| Гуленај Калкан                    | Фериде Ташкин    |
| Џан Нергис                        | Мерт Кара        |
| Нилпери Шахинкаја                 | Џансу Јилдирим   |
| Емре Динлер                       | Омер             |
| Еџе Диздар                        | Фејза            |
| Бахтијар Мемили                   | Седаи            |
| Биран Дамла Јилмаз                | Кумру Јилдирим   |
| Мурат Ајген                       | Доган Јилдирим   |
| Нихан Дога                        | Арзу             |
| Џејхун Менгироглу                 | Екин Ондер       |
| Шебнем Донмез                     | Хандан Килич     |
| Ердал Билинген                    | Четин            |